# Liste des sites Natura 2000 de la Somme
Cet article recense les sites Natura 2000 de la Somme, en France.

## Statistiques
La Somme compte 18 sites classés Natura 2000. 15 bénéficient d'un classement comme site d'intérêt communautaire (SIC), 3 comme zone de protection spéciale (ZPS).

## Liste
| Site                                                       | Type | Superficie (ha) | Fiche     | Coordonnées                      | Photo |
| ---------------------------------------------------------- | ---- | --------------- | --------- | -------------------------------- | ----- |
| Baie de Canche et couloir des Trois Estuaires              | SIC  | +33 306,        | FR3102005 | 50° 20′ 46″ nord, 1° 29′ 18″ est |       |
| Basse vallée de la Somme de Pont-Remy à Breilly            | SIC  | +01 462,        | FR2200355 | 49° 59′ 24″ nord, 2° 04′ 02″ est |       |
| Estuaires et littoral picards (baies de Somme et d'Authie) | SIC  | +15 662,        | FR2200346 | 50° 14′ 00″ nord, 1° 35′ 12″ est |       |
| Marais arrière-littoraux picards                           | SIC  | +01 686,        | FR2200347 | 50° 18′ 42″ nord, 1° 40′ 18″ est |       |
| Marais et monts de Mareuil-Caubert                         | SIC  | +00895,         | FR2200354 | 50° 04′ 10″ nord, 1° 50′ 46″ est |       |
| Marais de la moyenne Somme entre Amiens et Corbie          | SIC  | +00525,         | FR2200356 | 49° 53′ 05″ nord, 2° 22′ 44″ est |       |
| Forêt de Crécy                                             | SIC  | +00895,         | FR2200349 | 50° 14′ 29″ nord, 1° 49′ 00″ est |       |
| Massif forestier de Lucheux                                | SIC  | +00276,         | FR2200350 | 50° 12′ 53″ nord, 2° 24′ 08″ est |       |
| Moyenne vallée de la Somme                                 | SIC  | +01 827,        | FR2200357 | 49° 54′ 49″ nord, 2° 37′ 29″ est |       |
| Réseau de coteaux calcaires du Ponthieu méridional         | SIC  | +00041,         | FR2200353 | 50° 02′ 49″ nord, 2° 01′ 20″ est |       |
| Réseau de coteaux calcaires du Ponthieu oriental           | SIC  | +00094,         | FR2200352 | 50° 06′ 15″ nord, 2° 09′ 34″ est |       |
| Réseau de coteaux et vallée du bassin de la Selle          | SIC  | +00579,         | FR2200362 | 49° 43′ 14″ nord, 1° 56′ 48″ est |       |
| Tourbières et marais de l'Avre                             | SIC  | +00333,         | FR2200359 | 49° 49′ 14″ nord, 2° 25′ 26″ est |       |
| Vallée de l'Authie                                         | SIC  | +00658,         | FR2200348 | 50° 20′ 00″ nord, 1° 51′ 42″ est |       |
| Vallée de la Bresle                                        | SIC  | +01 017,        | FR2200363 | 49° 58′ 01″ nord, 1° 35′ 19″ est |       |
| Estuaires picards : baies de Somme et d'Authie             | ZPS  | +15 214,        | FR2210068 | 50° 18′ 00″ nord, 1° 29′ 00″ est |       |
| Étangs et marais du bassin de la Somme                     | ZPS  | +05 243,        | FR2212007 | 49° 56′ 39″ nord, 2° 46′ 08″ est |       |
| Marais arrière-littoraux picards                           | ZPS  | +01 833,        | FR2212003 | 50° 18′ 45″ nord, 1° 40′ 25″ est |       |